# Tây Phần Lan
Tỉnh Tây Phần Lan là một tỉnh của Phần Lan. Tỉnh này giáp các tỉnh Oulu, Đông Phần Lan và Nam Phần Lan. Tỉnh này cũng giáp vịnh Bothnia về phía Åland.

## Các vùng
Tây Phần Lan được chia ra thành 7 vùng:
- Nam Ostrobothnia (Etelä-Pohjanmaa / Sydösterbotten)
- Ostrobothnia (Österbotten / Pohjanmaa)
- Pirkanmaa (Pirkanmaa / Birkaland)
- Satakunta (Satakunta / Satakunda)
- Trung Ostrobothnia (Keski-Pohjanmaa / Mellersta Österbotten)
- Trung Phần Lan (Keski-Suomi / Mellersta Finland)
- Finland Proper (Varsinais-Suomi / Egentliga Finland)

Các vùng của Tây Phần Lan được chia ra 204 đô thị.